# Peter Buneman
Oscar Peter Buneman (* 1943) ist ein britischer Informatiker, der auf dem Gebiet der Datenbanksysteme und der Datenmodellierung arbeitet.

## Ausbildung
Buneman studierte an der University of Cambridge, wo er während seines Studiums des Cambridge Mathematical Tripos am Gonville and Caius College, Cambridge, mit einem Bachelor of Arts graduierte. Buneman setzte sein Studium anschließend an der University of Warwick fort, an welcher er 1970 promoviert wurde.

## Karriere
Nach seiner Promotion arbeitete Buneman kurzzeitig an der University of Edinburgh, gefolgt von einer Professur für Informatik an der University of Pennsylvania, die er mehrere Jahrzehnte lang innehatte. Im Jahr 2002 wechselte er an die University of Edinburgh, wo er die Forschungsgruppe für Datenbanken aufbaute. Er ist einer der Gründer und stellvertretender Forschungsdirektor des in Edinburgh befindlichen UK Digital Curation Centre.
Buneman ist bekannt für seine Forschungen im Bereich der Datenbanksysteme und der Datenbanktheorie, insbesondere für die Herstellung von Verbindungen zwischen Datenbanken und der Programmiersprachentheorie, beispielsweise die Einführung von monadenbasierten Abfragesprachen für verschachtelte Relationen und komplexe Objektdatenbanken, für seine Pionierarbeit bei der Verwaltung halbstrukturierter Daten und später bei der Erforschung von Datenprovenienz, Annotationen und digitaler Kuration.
Im Bereich der Bioinformatik ist er bekannt für seine Arbeiten zur Rekonstruktion phylogenetischer Bäume auf der Grundlage von Buneman-Graphen, die ihm zu Ehren benannt wurden.

## Ehrungen und Auszeichnungen
Buneman ist Fellow der Royal Society, Fellow der ACM, Fellow der Royal Society of Edinburgh und hat einen Wolfson Research Merit Award der Royal Society erhalten. Er hat den Vorsitz bei den beiden wichtigsten Forschungskonferenzen im Bereich Datenmanagement, SIGMOD (1993) und VLDB (2008), sowie bei der wichtigsten Konferenz für Datenbanktheorie, PODS (2001).
Buneman wurde im Rahmen der Neujahrsehrungen 2013 für seine Verdienste um die Datensysteme und die Informatik zum Mitglied des Order of the British Empire (MBE) ernannt.